# تاریخ فنلاند
تاریخ فنلاند به سیر حوادث تاریخی در حوزه جغرافیایی که امروزه دولت-ملت فنلاند در آن قرار گرفته‌است، می‌پردازد.
مهاجرت به این سرزمین احتمالاً از اواخر آخرین عصر یخبندان (حدودا ۹۰۰۰ ق. م) صورت گرفته‌است. بیشتر منطقه از سده سیزدهم تا سال ۱۸۰۹ قسمتی از پادشاهی سوئد بود تا اینکه بیشتر سرزمینهایی که مردمانش به زبان فنلاندی صحبت می‌کردند به الکساندر یکم، امپراتور روسیه تسلیم گردید. سال ۱۹۰۱ فنلاند دارای مجلس قانونگذاری و مردم آن صاحب حق رأی شدند. با روی کار آمدن بلشویک‌ها در روسیه در سال ۱۹۱۷، استقلال فنلاند توسط مجلس آن اعلام گشت. سال ۱۹۲۰ اتحاد جماهیر سوسیالیستی شوروی استقلال فنلاند را به رسمیت شناخت.

## از عصر یخبندان تا سده سیزدهم

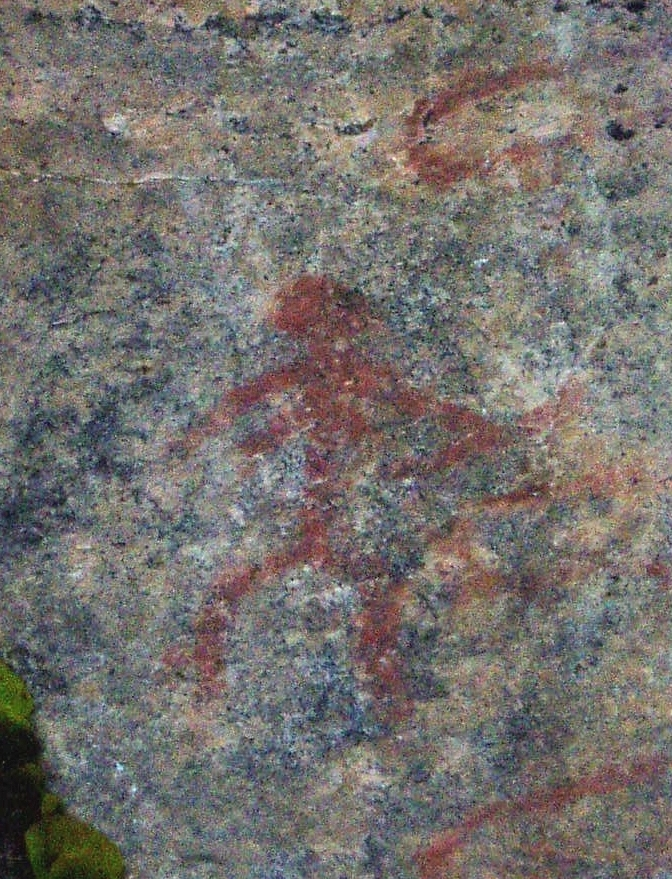
غارنگاره]‌ای از پیشاتاریخ در ریستینا، فنلاند

موقعیت جغرافیایی فنلاند در شمال اروپا آن را خارج از جریان اصلی فعالیت‌های سیاسی، اقتصادی و نظامی در این قاره نگاه می‌داشت. در طول تاریخ تحولات عمده اروپا فنلاند را دربرنمی‌گرفت یا چند سده دیرتر و به شکلی ضعیف‌تر به آن می‌رسید. مسیحیت تا سده دوازدهم قدم در این سرزمین ننهاده و تا سده سیزدهم در آن ریشه ندوانده بود. به سختی می‌توان تاریخ مکتوبی از پیش از این زمان در ارتباط با فنلاند یافت. بیشتر تاریخ فنلاند پیش از سده دوازدهم مربوط به باستان‌شناسی یا افسانه‌ها می‌شود. اشاره مختصر و مرددی به مردمانی که "فِنی" شناخته می‌شدند، در کتاب ژرمانیا از تاسیتوس از سال ۹۸ پس از میلاد موجود است. شریف ادریسی، جغرافی‌دان عرب که اوایل سده دوازدهم در دربار روگر دوم در پالرمو خدمت می‌نمود، توصیف قابل‌اتکاتری از جغرافیا و آب‌وهوای این سرزمین آورده‌است. نخستین سند حاکمیتی نسبت به فنلاند در اواخر این سده در سال ۱۱۷۲ میلادی در فرمان پاپی الکساندر سوم تحت عنوان گراویس آدمودوم بروز کرد که از ورود مسیحیت به آن سخن می‌گوید و ابراز می‌دارد فنلاندی‌ها آن گونه که پاپ انتظار دارد همواره در عقاید خود استوار نیستند و به کشیشان پایبندی نشان نمی‌دهند. اقوال سنتی و نه حقایق تاریخی گواه این است که فنلاندی‌ها اوایل سده دوازدهم توسط صلیبیون سوئدی به مسیحیت گرویده‌اند.
ابهام و فقدان مدارک دربارهٔ شرایط فنلاند پیش از سده سیزدهم را می‌توان در بستر انزوای جغرافیایی آن از مابقی اروپا توضیح داد. جاذبه اندکی برای کشیده شدن فاتحان و تاجران به این سرزمین دور افتادهٔ دریاچه‌ها و جنگل‌ها با زمستان‌هایی سخت وجود داشته‌است. با این وجود زمانی که برای مابقی اروپا «سرزمینی ناشناخته» به حساب می‌آمد، خالی از سکنه نبود. اسناد باستان‌شناسی نشان می‌دهد نخستین ساکنان حدود ده هزار سال پیش با عقب‌نشینی کلاهک یخی در آن ظهور یافته‌اند. این انسان‌ها در اراضی پست ساحلی جنوبی و جنوب غربی سکنا گزیدند. آخرین عصر یخبندان تأثیر زیادی بر جغرافیای فنلاند گذاشت و اراضی مرکزی آن را تا حدود ۱۰ درصد از مساحت ناحیه، پوشیده از هزاران دریاچه کرد. این دریاچه‌ها بخش مهمی از تاریخ فنلاند را تشکیل می‌دهند؛ چرا که با کاربرد قایق و اسکی در آن‌ها، راه‌های بهتری نسبت به جاده‌های زمینی، برای دسترسی به اراضی مرکزی و مزیت‌های اقتصادی ترابری فراهم می‌نمودند. عقب‌نشینی کلاهک یخی مواد معدنی برجای نهاد که در ساخت و ساز و کشاورزی ثمر بخش بود و موجب پدید آمدن جنگل‌ها شد.
در گذر سده‌ها با عقب‌نشینی بدنه‌های آبی مساحت فنلاند در حال رشد بوده است؛ به وجهی که برخی شهرها در ساحل خلیج بوتنیا که در اعصار گذشته شرایط بندری در کنار دریای آزاد داشته‌اند هم‌اکنون ده‌ها کیلومتر درون خشکی قرار گرفته‌اند. بدین ترتیب، فنلاندی‌ها جهت حفظ تجارت دریایی در دفعات مختلف وادار به ساخت بنادر جدید شده‌اند. برای مثال، مانتیلوئوتو بندری است که بندر پیشین پوری را که هم‌اینک ۲۰ کیلومتر درون خشکی واقع شده به دریا وصل می‌کند. بدین شکل، مساحت فنلاند در هر سده حدود ۱۰۰۰ کیلومتر مربع افزایش می‌یابد.

## سابقه صنعتی
با توجه به نبود ذخایر نفت و زغال‌سنگ در جغرافیای آن، هنگامی که فنلاند شروع به صنعتی‌شدن کرد در ابتدا بر چوب درختان جنگل‌هایش به عنوان سوخت کوره‌ها و قطارها متکی بود. به هر صورت چوب منبع انرژی ضعیفی است و توان کمتری نسبت به نفت و زغال‌سنگ ایجاد می‌کند. بعدها، در سده بیستم فنلاندی‌ها اقدام به توسعه انرژی‌های برق-آبی نمودند. با این حال این منابع بخش کوچکی از نیاز فنلاند را تأمین کرده و این کشور به شدت به واردات سوخت از خارج وابسته بوده‌است. واردات زغال‌سنگ از بریتانیا و لهستان و نفت از روسیه منابع اصلی انرژی فنلاند شدند.
فنلاند از منظر سنگ‌های معدنی سرزمین غنی به حساب می‌آید. استفاده از آهن و مس باتلاقی در سرزمین فنلاند در هزاره نخست میلادی منقول و استخراج سنگ آهن از سده شانزدهم در اوسیما وجود داشته‌است. بهره‌گیری نوین از معادن فنلاند در مقیاس گسترده پس از استقلال آن صورت گرفت. مهم‌ترین منبع سنگ‌های فلزی در ناحیه اوتوکومپو است که مس در سال ۱۹۱۲ در آن کشف شد. توسعه این معدن از دهه ۱۹۲۰ با قرار گرفتن مالکیت آن در دست دولت، آغاز شد. علاوه بر مس، از این ناحیه آهن، روی، کبالت، نیکل، قلع، طلا، نقره و گوگرد نیز برداشت شده‌است. بزرگترین منبع نیکل در پتسامو تنها حدود بیست سال در اختیار فنلاند بود. فنلاند این ناحیه را سال ۱۹۲۰ از شوروی دریافت و پس از شکست در جنگ پس‌آیند، آن را به طور کامل سال ۱۹۴۴ به آن کشور بازگرداند. فنلاند برای جبران این مسئله معادن نیکل نواحی دیگر را گسترش داد.

## استقلال و دوره میان دو جنگ
ماه ژوئیه سال ۱۹۱۹ یک نظام جمهوری پارلمانی دموکراتیک در فنلاند وضع شد. با امضای پیمان تارتو در پاییز سال ۱۹۲۰، با وجود استمرار تنش و بدبینی بین طرفین، روسیه شوروی استقلال فنلاند را به رسمیت شناخت. روحیات ضد کمونیستی تأثیر تعیین‌کننده‌ای در تحولات سیاسی و اجتماعی فنلاند در سال‌های پیش‌رو داشت. بین سال‌های ۱۹۱۸ تا ۱۹۲۲ چندین یگان نیروهای داوطلب فنلاندی در درگیری‌های نظامی علیه ارتش سرخ در استونی، کارلیای شرقی و منطقه اینگریا با هدف شکست بلشویسم و گسترش مرزهای فنلاند مشارکت کردند. با وجود عدم پشتیبانی رسمی دولتی از آن، چنین اقداماتی به وخامت روابط فنلاند و شوروی دامن می‌زد.
اعتراضات ضد کمونیستی و اقدامات ارعاب‌آفرین جنبش راست افراطی «لاپوآ» اوضاع فنلاند را بین سال‌های ۱۹۲۹ تا ۱۹۳۲ متلاطم و پارلمان این کشور را وادار به وضع قوانین شدیدتر علیه فعالیت‌های کمونیستی کرد. با این حال جنبش لاپوآ سال ۱۹۳۲ پس از یک کودتای ناموفق منحل شد و راهبری سیاست داخلی در اختیار احزاب میانه‌رو و سوسیال دموکرات که با پیروزی از الگوی کشورهای اسکاندیناوی، برای نخستین بار در سال ۱۹۳۷ با یکدیگر ائتلاف بزرگی ایجاد کردند، قرار گرفت. در پی این تحولات، اصلاحات متعددی صورت پذیرفت و رشد اقتصادی زیادی حاصل گشت.

## جنگ جهانی دوم

### روابط اقتصادی با آلمان
فنلاند اواخر ماه ژوئن سال ۱۹۴۰ تعدادی پیمان‌نامه تجاری با آلمان به امضا رساند که منجر به افزایش قابل توجه واردات فنلاند از آلمان شد. واردات فنلاند از آلمان از ۱۶ درصد از مجموع واردات این کشور در سال ۱۹۳۹ یه ۵۲ درصد در اواخر سال ۱۹۴۰ رسید. طبق موافقت‌نامه دیگری در اواخر ماه ژوئیه سال ۱۹۴۰، حدود ۶۰ درصد از تولیدات معادن نیکل فنلاند در ناحیه پچنگا به به آلمان فروخته می‌شد.

### ورود به جنگ
در طول جنگ جهانی دوم فنلاند سه بار درگیر جنگ شد. این کشور در دو جنگ نخست در برابر شوروی قرار گرفت و در جنگ سوم برای بیرون راندن آلمانی‌ها از لپ‌لند مبارزه کرد.